# Georg Gretor
Georg Gretor, Pseudonym Georges Barbizon (* 25. Juli 1892 in Barbizon; † 30. Dezember 1943 in Kopenhagen), war ein dänischer Journalist.

## Leben
Georg Gretor war ein Sohn der Schweizer Malerin Rosa Pfäffinger aus ihrer Pariser Beziehung mit dem dänischen Maler und Kunsthändler Willy Gretor. Er wuchs teils in Frankreich, teils in England, und ab 1904 bei Käthe Kollwitz, einer Studienfreundin seiner Mutter, auf. Dort lebte er mehrere Jahre mit Hans, Karl und Peter Kollwitz zusammen. Von 1911 bis 1913 war er Schüler der Freien Schulgemeinde Wickersdorf und unterrichtete dort gleichzeitig als Aushilfslehrer das Fach Französisch. Unter seinem Pseudonym Georges Barbizon gab er zusammen mit Siegfried Bernfeld die Schülerzeitung Der Anfang. Zeitschrift der Jugend heraus. Der Anfang geht auf eine zwischen 1908 und 1910 erschienene Schülerzeitung gleichen Titels zurück. Im Jahr 1911 kamen in unregelmäßigen Abständen weitere vier Hefte heraus, von Mai 1913 bis einschließlich Juli 1914 erschien die Zeitschrift in monatlicher Folge. Beim Ausbruch des Ersten Weltkriegs ging Gretor, der über seine Mutter die Schweizer Staatsbürgerschaft besaß, in die Schweiz und studierte an den Universitäten Zürch und Basel.
1922 heiratete er die dänische Schriftstellerin Esther Kaae und zog mit ihr nach Dänemark. Er arbeitete in Kopenhagen als Korrespondent verschiedener deutscher Zeitungen. 1927 organisierte er hier die erste größere Ausstellung isländischer Kunst, von der eine Auswahl anschließend durch Vermittlung der Nordischen Gesellschaft in Lübeck, Kiel, Hamburg und Berlin gezeigt wurde.
Ab 1927 lebte das Paar wieder in Deutschland. Gretor arbeitete als Korrespondent der Zeitung Politiken in Hamburg. Nach der Machtübertragung an die Nationalsozialisten kehrten sie 1933 endgültig nach Dänemark zurück. Georg Gretor wurde Redakteur bei Politiken. Beide waren aktiv im Kampf gegen den Nationalsozialismus, vor allem publizistisch, aber auch durch direkte Unterstützung von Emigranten, die sie in ihrem Haus Jenrikhus in Frederikssund aufnahmen.
Am 10. Oktober 1934 unternahm er mit zwei Revolverschüssen in den Kopf einen Suizidversuch. Seine Frau kam in letzter Minute und ließ ihn ins Frederikssund-Krankenhaus einweisen.

## Werke
- (Hrsg.): Der Anfang. (Digitalisate)
- Jugendbewegung und Jugendburg. Mit einem Vorwort von Bruno Goetz. Orell Füssli, Zürich 1918.
- Islands Kultur und seine junge Malerei. Hrsg. von der Nordischen Gesellschaft. E. Diederichs, Jena 1928.